# Muammer Nurlu
Muammer Nurlu (* 26. September 1961 in Ankara) ist ein ehemaliger türkischer Fußballspieler.

## Sportlicher Werdegang
Nurlu begann seine Karriere Anfang der 1980er Jahre beim seinerzeitigen Zweitligisten Petrol Ofisi SK, von dem er 1983 zum Erstliga-Aufsteiger Gençlerbirliği Ankara weiterzog. Im Herbst 1986 verleih ihn der Klub für die restliche Spielzeit an den Zweitligisten Kahramanmaraşspor. Damit verpasste er zwar den Pokalsieg 1987, kam aber im Europapokal der Pokalsieger 1987/88 zum Einsatz. Dort schied er mit der Mannschaft in der ersten Runde gegen den FK Dinamo Minsk aus, auch die Erstligaspielzeit 1987/88 verlief wenig erfolgreich und endete mit dem Abstieg. Mit nur zwei Niederlagen dominierte die Mannschaft die Zweitligasaison 1988/89 und stieg direkt wieder auf. Dabei erzielte er 21 Saisontreffer und war hinter dem einmal mehr erfolgreichen Levent Erköse von İskenderunspor aus der anderen Zweitligastaffel zweitbester Saisontorschütze.
Nurlu verließ 1989 jedoch den Hauptstadtverein endgültig und schloss sich dem Zweitligisten Antalyaspor an. Bereits nach einem halben Jahr wurde er zu Kayserispor transferiert, nachdem der Klub ein Jahr zuvor erstmals in die Drittklassigkeit abgestiegen war. Am Ende der Spielzeit 1990/91 stand der Staffelsieg und die damit verbundene Rückkehr in die Zweitklassigkeit. Nach dem direkten Durchmarsch in die erste Liga spielte er hier noch eine Saison, ehe er sich im Sommer 1993 dem aus der ersten Liga abgestiegenen Konkurrenten Konyaspor anschloss. Im Pokalwettbewerb 1993/94 erreichte er mit der Mannschaft die fünfte Hauptrunde, mit seinen bis dato erzielten vier Treffern krönte er sich gleichauf mit Schota Arweladse (Trabzonspor), Serhan Hacıhüseyinoğlu (Silifkespor), Saffet Sancaklı (Kocaelispor) und Bayram Ünlü (Gebzespor) zum Torschützenkönig des Wettbewerbs. Zudem gehörte er in der Zweitliga-Spielzeit 1993/94 mit 17 Saisontreffern zu den besten Schützen und reihte sich hinter Halim Okta von seinem Ex-Klub Antalyaspor und Fevzi Gündoğdu von Denizlispor ein, die mit je 21 Saisontoren Torschützenkönige wurden.
Im Sommer 1994 ging Nurlu zum Drittligisten Aksarayspor, den er anderthalb Jahre später in Richtung Ligakonkurrenten ASKİ SK verließ. Später war er noch für AB Kızılcahamam Belediyespor aktiv, wo er 1999 seine aktive Laufbahn beendete.